# Smicridea compostela
Smicridea compostela is een schietmot uit de familie Hydropsychidae. De soort komt voor in het Nearctisch gebied.